# Passail
El municipio de Passail se encuentra ubicado en el Distrito de Weiz, en Estiria. Passail es el centro económico de la región.

## Geografía
Passail se encuentra cercana a los municipios de Fladnitz an der Teichalm, Hohenau an der Raab, Tulwitz y Arzberg, que también pertenecen a la región de Almeland.
Además Passail se encuentra subdividida en: Hart (203 habitantes al año 2001), Hintertober (18), Passail (1507) y Tober (291).